# (17385) 1981 EU13
A (17385) 1981 EU13 a Naprendszer kisbolygóövében található aszteroida. Schelte J. Bus fedezte fel 1981. március 1-jén.